# Tyraion
Tyraion (altgriechisch Τυραῖον), auch Tyriaion, war eine antike Stadt in der kleinasiatischen Landschaft Kabalia an der Grenze zwischen Phrygien und Pisidien (beim heutigen Teke Kozağac in der Türkei). Der Ort lag an der persischen „Königsstraße“ von Susa nach Sardes.
Auf das spätantike Bistum der Stadt geht das Titularbistum Tyriaeum der Römisch-Katholischen Kirche zurück.